# Bommanjogi, Sindgi
Bommanjogi là một làng thuộc tehsil Sindgi, huyện Bijapur, bang Karnataka, Ấn Độ.